# Cratere Wurzelbauer

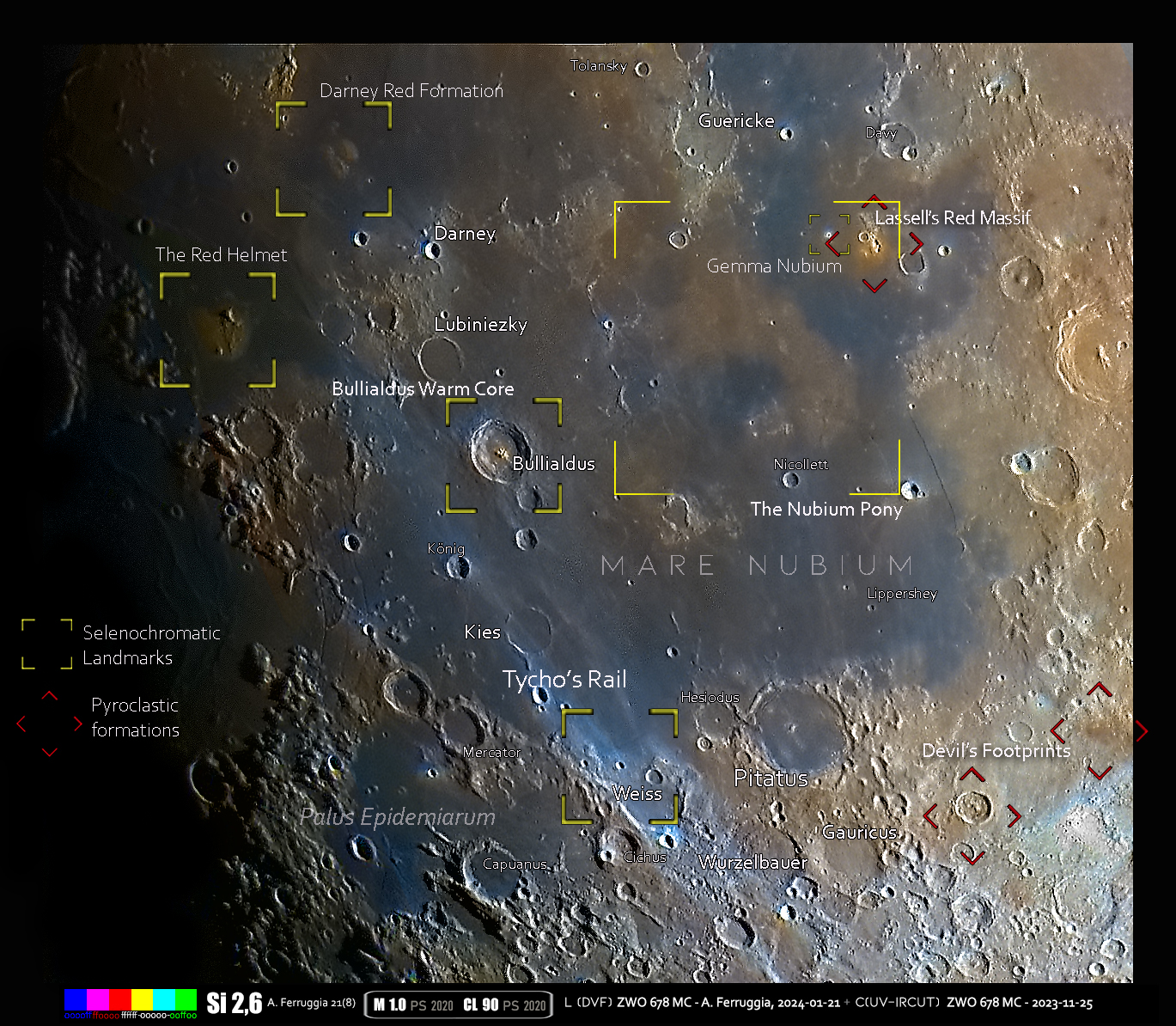
Immagine selenocromatica del cratere (in basso)

Wurzelbauer è un cratere lunare intitolato all'astronomo tedesco Johann Philipp von Wurzelbauer, ed è situato nella parte meridionale della parte visibile della Luna, a nord-nordest del cratere Pitatus. Il bordo del cratere è notevolmente consumato.

## Crateri correlati
Alcuni crateri minori situati in prossimità di Wurzelbauer sono convenzionalmente identificati, sulle mappe lunari, attraverso una lettera associata al nome.
| Wurzelbauer | Latitudine | Longitudine | Diametro |
| ----------- | ---------- | ----------- | -------- |
| A           | 35,76° S   | 15,42° W    | 16,25 km |
| B           | 34,91° S   | 14,54° W    | 23,86 km |
| C           | 35,04° S   | 15,1° W     | 9,61 km  |
| D           | 36,36° S   | 17,7° W     | 38,83 km |
| E           | 35,7° S    | 17,24° W    | 10,74 km |
| F           | 35,95° S   | 18,25° W    | 9,02 km  |
| G           | 34,62° S   | 18,63° W    | 10,71 km |
| H           | 35,3° S    | 17,29° W    | 6,03 km  |
| L           | 34,87° S   | 17,89° W    | 7,3 km   |
| M           | 32,14° S   | 16,06° W    | 4,26 km  |
| N           | 32,58° S   | 14,92° W    | 11,42 km |
| O           | 35,91° S   | 14,66° W    | 7,85 km  |
| P           | 35,14° S   | 14,28° W    | 8,83 km  |
| S           | 37,52° S   | 19,32° W    | 11,7 km  |
| W           | 32,76° S   | 15,2° W     | 7,35 km  |
| X           | 33,67° S   | 14,46° W    | 6,46 km  |
| Y           | 33,13° S   | 17,68° W    | 8,95 km  |
| Z           | 32,23° S   | 14,94° W    | 13,83 km |